# Xian de Mile
Pour les articles homonymes, voir Mile.
Le xian de Mile (弥勒县 ; pinyin : Mílè Xiàn) est un district administratif de la province du Yunnan en Chine. Il est placé sous la juridiction de la préfecture autonome hani et yi de Honghe.

## Démographie
La population du district était de 477 700 habitants en 1999.